# Bank of the West Classic 1999
Il Bank of the West Classic 1999 è stato un torneo di tennis giocato sul cemento.
È stata la 29ª edizione del East West Bank Classic, che fa parte della categoria Tier II nell'ambito del WTA Tour 1999.
Si è giocato al Taube Tennis Center di Stanford (California) negli Stati Uniti, dal 26 luglio al 1º agosto 1999.

## Campionesse

### Singolare
Lindsay Davenport ha battuto in finale  Venus Williams con il punteggio di 7–6(1), 6–2.

### Doppio
Lindsay Davenport /  Corina Morariu hanno battuto in finale  Anna Kurnikova /  Elena Lichovceva con il punteggio di 6–4, 6–4.